# تشارلز هاموند
تشارلز هاموند (بالإنجليزية: Charles Hammond)‏ (31 أغسطس 1868 في أستراليا - 25 سبتمبر 1955 في الولايات المتحدة) هو لاعب كريكت أسترالي. لعب مع فريق تسمانيا للكريكت.

## وصلات خارجية
- تشارلز هاموند على موقع إي آس بي آن كريك إنفو (الإنجليزية)